# Karin Lustgart
Karin Lustgart (* 27. Januar 1952 in Buttstädt) ist eine ehemalige deutsche Basketballspielerin.

## Leben
Lustgart spielte Basketball für den DDR-Serienmeister KPV 69 Halle, mit dem sie mehrfach den Meistertitel in der Deutschen Demokratischen Republik gewann. Mit 160 Berufungen in die DDR-Auswahl war sie Rekordnationalspielerin des Landes. Unter anderem nahm sie 1972 an der Europameisterschaft in Bulgarien teil und erzielte dort 5,7 Punkte je Turniereinsatz. 1982 und 1984 wurde Lustgart als DDR-Basketballspielerin des Jahres ausgezeichnet.
1992 war sie Gründungsmitglied des Fördervereins Sportschulen Basketball Halle. Lustgart ist mit dem früheren DDR-Nationaltrainer Gunther Schmidt (Basketballtrainer) verheiratet.